# Louise Paget
Louise Paget GBE, Dame Louise Margaret Leila Wemyss, Lady Paget, (Londra, 9 ottobre 1881 – Kingston upon Hull, 24 settembre 1958) è stata una filantropa britannica ed una umanitarista, attiva per il sollievo della Serbia, a partire dalla prima guerra mondiale.

## Famiglia
Figlia del generale Sir Arthur Henry Fitzroy Paget (1851-1928) e di sua moglie, Mary Fiske Paget (nata Stevens; morta nel 1919), sposò il cugino di secondo grado, Sir Ralph Spencer Paget, figlio di Sir Augustus Berkeley Paget e della Contessa Walburga Ehrengarde Helena von Hohenthal, il 28 ottobre 1907; l'unione non produsse figli.

## Il lavoro filantropico
Ralph Spencer Paget fu nominato Cavaliere Commendatore dell'Ordine di San Michele e San Giorgio (KCMG) nel 1909 e Louise lo incoraggiò ad accettare un trasferimento nel Regno di Serbia balcanico nel luglio 1910. Incoraggiato da Mabel Grujić, la moglie americana del Sottosegretario serbo agli Affari Esteri, Lady Paget contribuì a creare un ospedale militare a Belgrado durante la Prima guerra balcanica (1912-1913). Nel 1914, la Paget divenne presidente dell'American Women's War Relief Fund. Il gruppo, dedicato ad aiutare i feriti in guerra, era stato concepito come un'idea di Paget solo tre giorni dopo lo scoppio della Prima guerra mondiale. Nel 1915 creò un ospedale a Skopje per curare i serbi feriti, ma anche per aiutare a combattere l'epidemia che si diffondeva in Serbia. Lady Paget contrasse la febbre tifoide, ma si riprese. Contribuì anche a raccogliere fondi per sostenere i bisogni dei militari feriti.
Dame Louise Paget è stata la prima a ricevere la Medal of Honor della Federation of Women's Clubs di New York City nel 1917; altri destinatari includevano la umanitaria Evelyn Smalley (1919), l'attivista Carrie Chapman Catt (1922, decorazione senza l'aquila), la fisica Marie Curie (1929), Madame Chiang Kai-shek, First Lady della Repubblica di Cina (1939) e la scienziata atomica pioniera Lise Meitner (1949), austriaca per nascita.

## Onorificenze
Louise, Lady Paget è stata investita come Dama di Gran Croce, Ordine dell'Impero Britannico (GBE) nel 1917. Successivamente è stata decorata con il Gran Cordone, Ordine di San Sava.

## Morte
Morì il 24 settembre 1958, all'età di 76 anni, a Kingston upon Thames.

## Citazioni
Charles Mosley, Caporedattore di  Burke's Peerage & Baronetage, 106ª edizione, 2 volumi (Crans, Svizzera: Burke's Peerage, Genealogical Books, Ltd, 1999), volume 1, pp. 73, 77.
Il Burke's Peerage & Baronetage era un repertorio privato che aggiornava periodicamente lo stato di famiglia degli aristocratici del Regno Unito, i cui relatori non erano nobili, essendo invece la maggior parte studiosi di storia e diritto nobiliare. Fondato da John Burke nel 1826 a Londra cessò le pubblicazioni nel 2003. Il Burke's Peerage è una fonte genealogica reale e nobiliare, che censisce e aggiorna i dati anagrafici delle famiglie titolate della Gran Bretagna e dell'Irlanda.

## Persone ed istituzioni collegati
- Ospedale di Maternità Commemorativo di Elsie Inglis[10]
- Ospedali Femminili Scozzesi per Servizi Esteri
- Eveline Haverfield
- Elizabeth Ness MacBean Ross
- Elsie Inglis
- Mabel St Clair Stobart
- Josephine Bedford
- Katherine Harley
- Isabel Emslie Hutton